# Fauna della Repubblica Democratica del Congo
La Repubblica Democratica del Congo è un paese situato nell'Africa centrale, considerato uno dei 7 paesi megadiversi. La maggior parte del suo territorio naturale è occupata dalle foreste pluviali, presenti soprattutto nel nord del paese; l'est è area ricca di colline, laghi, montagne e vulcani, l'ovest è costituito dalla costa bagnata dall'Oceano Atlantico, mentre la parte meridionale e il centro sono ricche di savane.

## Mammiferi

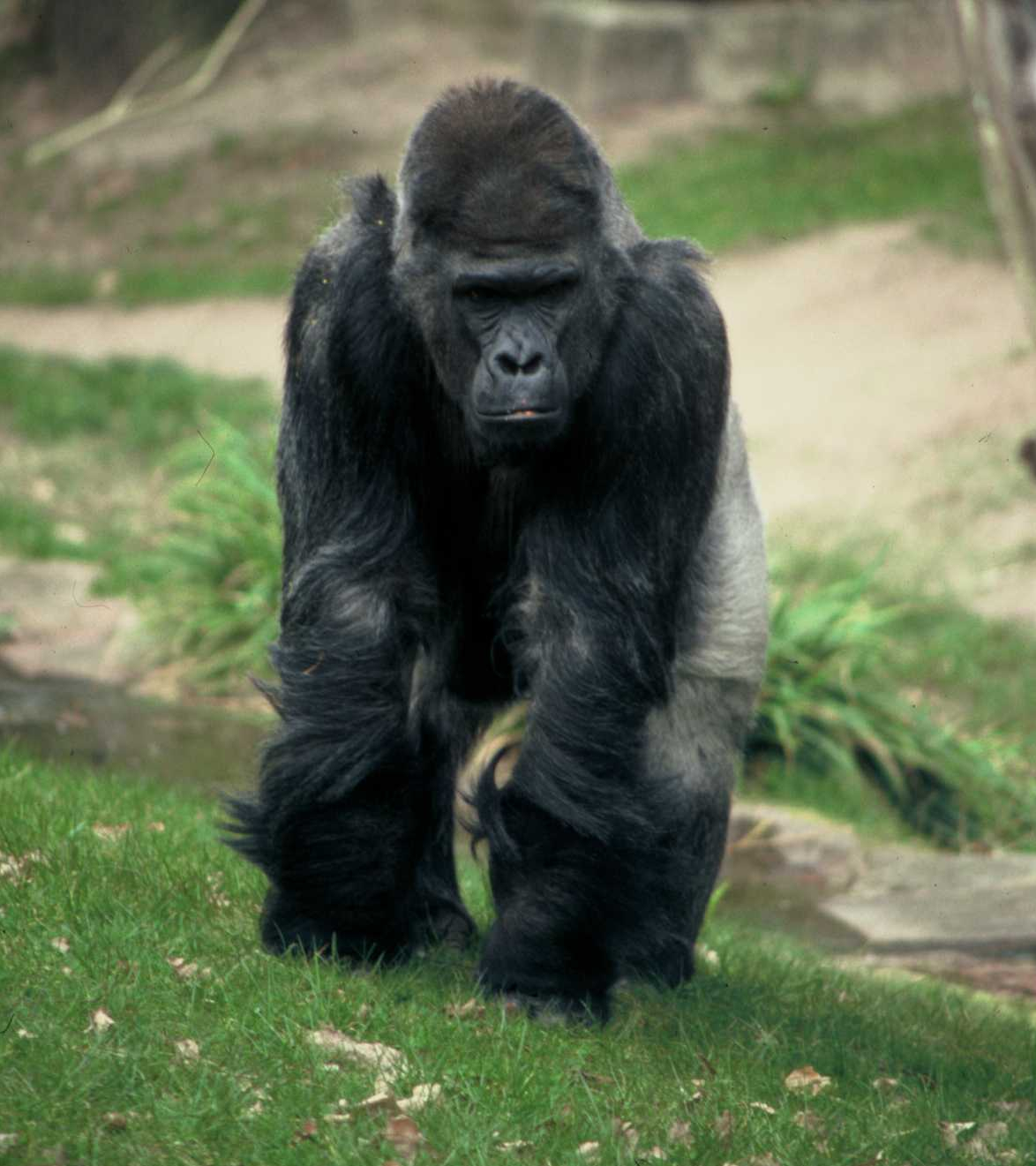
Il gorilla è uno degli animali simbolo della RDC

La Repubblica Democratica del Congo è patria di una grandissima varietà di animali. Tra i felini il più importante è il leone, il carnivoro più grande in Africa, che può essere trovato principalmente nelle savane del Congo, situate principalmente nella zona settentrionale del Congo (NORD) tra gli altri felini presenti nella Repubblica Democratica del Congo ci sono: il leopardo, la cui caccia è severamente vietata nel paese, che vive principalmente nelle foreste pluviali del congo, situate nella zona centrale. il ghepardo, il gatto selvatico africano e il servalo. Uno tra i pochi canidi presenti nel paese è lo sciacallo striato, mentre tra gli ienidi è presente solo la iena macchiata. 
La Repubblica Democratica del Congo è ricca di primati; i più conosciuti sono il gorilla orientale e la sottospecie del gorilla occidentale di cui sopravvivono esclusivamente pochi esemplari in zone quasi inaccessibili di alcuni paesi dell'Africa Centrale; lo scimpanzé e il bonobo, endemico ed esclusivo del paese. Tra le altre specie di primati presenti nel paese si trovano: il galagone di Demioff, il potto, l'anubi, il cercopiteco dal diadema, il cefo, il cercopiteco di palude. Tra i grandi erbivori del paese troviamo: la zebra, la giraffa, con la sua sottospecie di giraffa del Kordofan, l'alcefalo di Lichtenstein, il bufalo africano, il bongo, il sitatunga, il puku l'antilope nera, lo iemosco acquatico e l'okapi, animale endemico ed esclusivo del paese africano. Altri animali presenti in Repubblica Democratica del Congo sono: il rinoceronte bianco settentrionale, l'elefante africano, l'ippopotamo, il pangolino gigante, il pangolino dalla coda lunga, l'oritteropo, la procavia del capo, la procavia arboricola, la procavia occidentale, il tasso del miele, la lontra dalle guance bianche del Congo, la mangusta nana, la mangusta di palude, il linsango africano, lo zibetto e la genetta acquatica.

## Uccelli

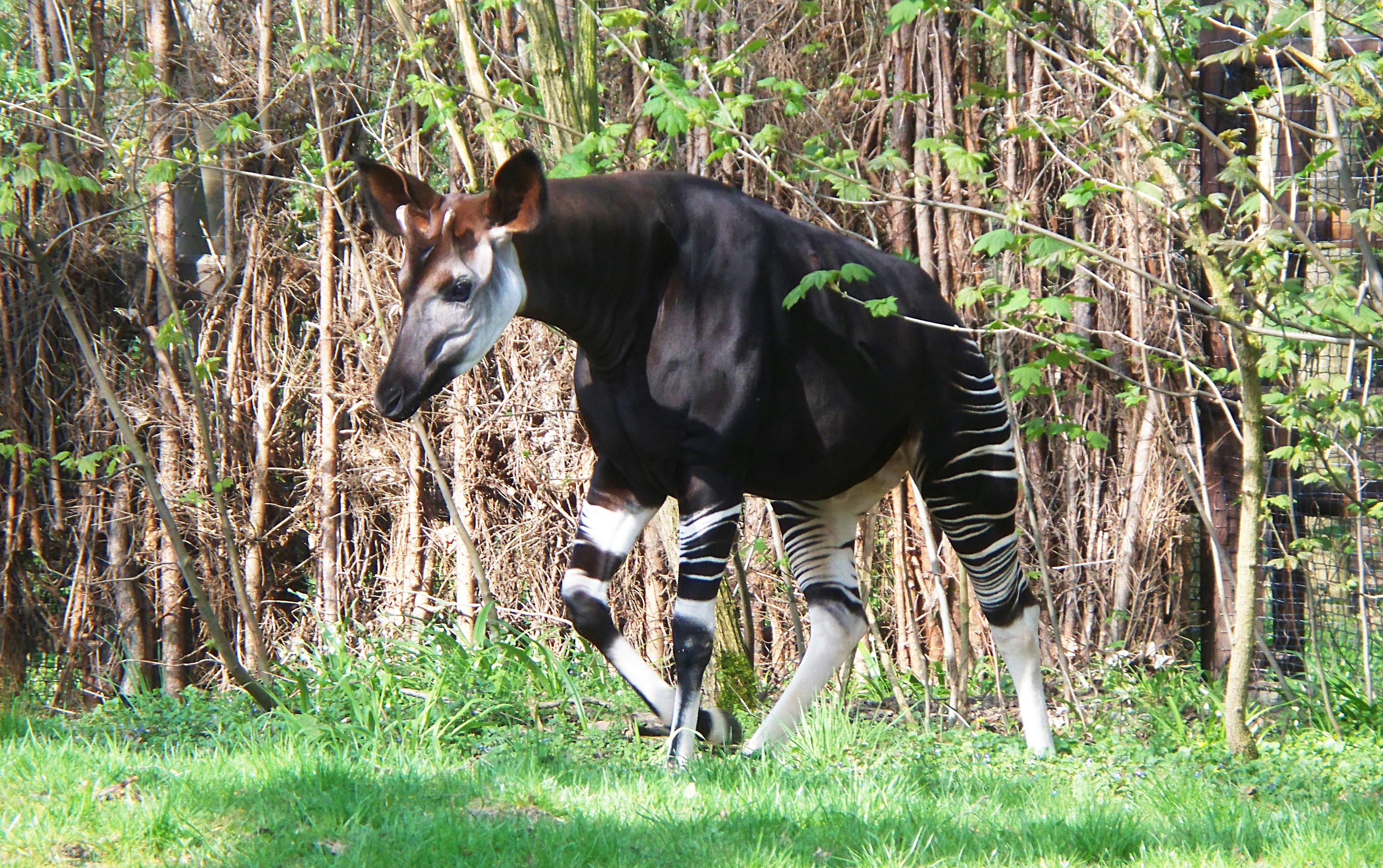
L'okapi è un animale endemico ed esclusivo della RDC

Tra gli uccelli presenti nella Repubblica Democratica del Congo i più diffusi sono gli uccelli di fiume, vista la presenza del fiume Congo e rapaci che vivono nelle giungle e nelle savane del paese, uccelli tipici del continente africano, come lo struzzo, sono assenti. Tra gli uccelli presenti nel paese si trovano: il tuffetto, il fenicottero, il tarabusino, l'airone cenerino, l'airone rosso, l'airone guardabuoi, la garzetta (presente esclusivamente nella parte settentrionale e in quella meridionale), la nitticora, il tantalo beccogiallo, l'ibis sacro, il mignattaio, l'umbretta, la gallinella d'acqua, la gru coronata grigia, il serpentario, il falco pellegrino, la civetta pescatrice di Pel, la faraona comune, il turaco di Lady Ross, il rondone delle palme africano, il trogone narina, il martin pescatore delle mangrovie, il martin pescatore bianco e nero e l'upupa.

## Rettili
In Repubblica Democratica del Congo sono presenti molte specie differenti di rettili, tra questi abbiamo l'agama comune, che vive nei centri abitati, tra le rocce e negli sterpeti e il varano esantematico, il cobra dal collo nero e il famosissimo e velenosissimo mamba nero. Sono presenti anche alcune specie di coccodrilli esse sono: il coccodrillo del Nilo, l'osteolemo, il coccodrillo dal muso stretto centrafricano, il coccodrillo catafratto